# Burrow
Burrow é um curta-metragem de animação 2D americano de 2020 escrito e dirigido por Madeline Sharafian e produzido pela Pixar Animation Studios. Oitavo curta-metragem da série SparkShorts, o curta foi lançado no Disney+ em 25 de dezembro de 2020.

## Enredo
O curta segue uma jovem coelha que embarca numa jornada para escavar a toca dos seus sonhos, embora não tenha qualquer noção do que esteja a fazer. Em vez de mostrar aos seus vizinhos as suas imperfeições, decide se afundar ainda mais no problema. Depois de atingir o fundo, ela aprende que não há vergonha em pedir ajuda.

## Produção

### Desenvolvimento
Em setembro de 2020, a Pixar anunciou que um curta-metragem de animação 2D intitulado Burrow estreará nos cinemas antes do longa-metragem Soul. O curta será dirigido por Madeline Sharafian e produzido por Mike Capbarat.  Em 9 de outubro de 2020, foi anunciado que o curta iria estrear no Disney+.

## Lançamento
Burrow foi lançado na Disney + em 25 de dezembro de 2020.  O curta foi originalmente agendado para um lançamento nos cinemas, ao lado de Soul, em 20 de novembro de 2020, mas devido à pandemia de COVID-19, foi adiado para sua data de lançamento atual.

### Recepção
Liz Kocan, da Decider, deu uma crítica positiva ao Burrow, dizendo "Stream It! Burrow foi definido para aparecer antes de Soul nos cinemas, mas agora que ambos estão estreando diretamente no Disney+, ainda vale a pena seus seis minutos. É doce e charmoso, lindamente animado e, como muitos outros shorts da Pixar, cheio de coração."  O site The Laughing Place também elogiou Burrow, dizendo que é um "curta-metragem de animação doce e refrescante que você não pode perder". Tara Bennett, do Syfy Wire, fez uma avaliação positiva dizendo que o curta "parece ter um estilo ilustrativo e caloroso tirado das páginas de um livro de histórias favorito, muito parecido com os filmes de animação do Ursinho Pooh".